# EDES (empresa)
EDES (Empresa Distribuidora de Energía Sur S.A.), es una compañía distribuidora de energía eléctrica que abastece y comercializa en el sur de la Provincia de Buenos Aires. El área de concesión abarca  76.500 kilómetros cuadrados, 192.400 usuarios  13 localidades.
EDES forma parte del grupo DESA, propiedad de Rogelio Pagano.

## Áreas de concesión
Su área incluye los partidos de Coronel Suárez, Saavedra, General Lamadrid, General Laprida, Carhué, Guaminí, Casbas, Laguna Alsina, Bahía Blanca, Médanos, Carmen de Patagones, Stroeder, Villalonga.
Posee la Estación Transformadora Sierra de la Ventana que tiene una potencia instalada de 5 MVA.